# BTTB
『BTTB』（ビー・ティー・ティー・ビー）は、日本の作曲家である坂本龍一の13枚目のオリジナル・アルバム。
1998年11月26日にワーナーミュージック・ジャパンのWEA Japanレーベルからリリースされ、プロデューサーは坂本が担当した。

## 解説
初の全曲書き下ろしのピアノ・アルバム。ワーナーミュージック・ジャパン移籍第1弾。タイトルは「Back To The Basic」（原点回帰）の略。YMOや『千のナイフ』以前に立ち返る意味。
タイトルの別案としては、「Back」と「Basic」を意味する「2B」が考えられていた。
坂本が影響を受けたモーリス・ラヴェルやエリック・サティの雰囲気がアルバム全体に表れており、準備に6週間。曲を書き始めて4週間で完成させた。短期間だったが『エスペラント』『音楽図鑑』以来の充実感があった、と坂本は当時の日記で語っている。
本作は翌1999年開催オペラ「LIFE a ryuichi sakamoto opera 1999」の準備として位置づけられた。インスピレーションの源となったのはバッハの『マタイ受難曲』のコラールであると答えている。
東京オペラシティコンサートホール内にある、タケミツメモリアルでレコーディング。5種類のマイクを用いてホール自体の残響音を利用。人工的なリバーブをほとんど使っていないことが大きな特徴（初回限定盤収録の14曲）。
1999年7月28日、本作とシングル『ウラBTTB』収録楽曲譜面「all about BTTB」が坂本監修によりヤマハミュージックメディアから発刊。

## 発売形態
初回限定盤
1998年11月26日リリース。CD、楽譜、更に坂本がヤマハのMIDIグランドピアノで演奏したMIDIデータ収録のフロッピーディスクが同梱。全14曲。
通常盤
1999年2月24日リリース。初回限定盤収録曲に加え、映画「Snake Eyes」のテーマおよび「Tong Poo」の2曲が新たに収められている。紙ジャケット仕様。全16曲。
インターナショナル盤
2002年8月12日リリース。初回限定盤から「do bacteria sleep?」「distant echo」「sonata」の3曲が除外され、代わりに『ウラBTTB』収録3曲・「Tong Poo」・初CD曲「Reversing」の5曲が加えられた。初回プレス盤は「Reversing」が抜け落ちるミスが発生。発売元のソニークラシカルはCDの交換に応じ、しばらくWeb上で「Reversing」のファイルが無料でダウンロード出来た。全16曲。
発売20周年記念盤
2018年9月26日リリース。リマスターを施している。初回限定盤収録の14曲と「energy flow」「snake eyes」「tong poo」「reversing」の4曲を加えた全18曲。

## 収録曲
全作曲：坂本龍一

### 初回限定盤（1〜14）通常盤（1〜16）
1. opus
タイトルは「オペラ (Opera)」（作品）の単数形。本楽曲は坂本が日本で渋滞にはまっているときに思い浮かんだ。エリック・サティの「ジムノペディ」の雰囲気がある。中谷美紀のシングル『クロニック・ラヴ』に、「雨だれ」のタイトルでボーカル・バージョンが収録。
2. sonatine
ラヴェルが「ソナチネ」を作った気持ちのように作った曲。途中、和音とメロディがぶつかるところでサティ的に聞こえる部分があるが、坂本がミスタッチしたものが、そのまま使われている。アルバムの中でもっともスピードがあり、最後は華やかな終わり方をする。
3. intermezzo
ブラームスの「インテルメッツォ」をイメージさせるロマン派風の曲。ブラームスを真似たわけではなく、雰囲気を似せている。坂本が子供の頃から好きだったブラームスの曲に影響されているとコメントしている[8]。中間部のアルペジオは単なるアルペジオではなく、その中にメロディを形成する音を隠すという工夫がされている。TBS「筑紫哲也 News23」にて演奏されたことがある。
4. lorenz and watson
なんとなくピアノを弾いているときに生まれた曲で、アルバムの中で最もサティ的な雰囲気がある。コードにはブルーノートが使われている。タイトルは文壇で意見を対立させた地質学者と生物学者のことで、この二人の対立と、曲中のト長調とホ短調の関係を引っ掛けている。
5. choral no.1
1999年に行われた坂本のオペラの練習のため作った曲。
6. choral no.2
「choral no.1」と同じく、オペラの練習のため作った曲。バッハの「マタイ受難曲」のような曲を作りたかったが、結局さらに中世の感じになったとのこと。カノンになっている。
7. do bacteria sleep?
モンゴルの楽器「口琴（こうきん）」を使った曲。青山のスパイラル・カフェで坂本が購入した。坂本はフィリップ・K・ディックの印象を持っている。
8. bachata
タイトル「バチャータ」はラテンアメリカの音楽形式の名前でラヴェルの「ボレロ」のつもりで作った。左手は同じパターンが延々と続き、右手はアドリブ的に演奏されている。曲としてはラテン的ではなく、ハーモニーがラヴェル的である。
9. chanson
サティがお金を稼ぐために働いていたパリのバーで流れている曲をイメージして作った曲。2小節単位で転調している部分が多いのが特徴。
10. distant echo
坂本風「環境音楽」。「ピアノの音色そのもの」を楽しんでほしいと思っている。Eventide社製のDSPを利用した疑似的な残響音が加えられており、「ブライアン・イーノやハロルド・バッドのピアノの音を一度やってみたかった」と語っている[3]。
11. prelude
プリペアド・ピアノを使った曲。
12. sonata
プリペアド・ピアノを使ったガムラン風の曲。
13. uetax
水の中の音で、「羊水」をイメージしたサウンド・エフェクト。タイトル「ウエタックス」は使用した水中マイクの製造会社名のこと。当時水中マイクが生産中止になっていたため、坂本がこの会社に直接メールを送り、特別に借りた。
14. aqua
娘の坂本美雨のために作った曲のピアノ・バージョン。美雨の声がヒーリング的な要素が強いことから、意識的にニューエイジ系の曲となった。坂本が作曲した中では1、2を争うほどシンプルで、メジャーコード（ソ、シ、レ）で始まる点も珍しい。
アルバム『/05』に再収録。2020年8月31日、東京都のとしまえんにおける閉園セレモニーのエンディングの際に使用され、多くの人々の感動を誘った。
2023年公開の是枝裕和監督の映画『怪物』では予告およびエンディングに使用されている。
15. snake eyes
通常盤収録ボーナス・トラック。ブライアン・デパルマ監督の映画「Snake Eyes」のテーマ。
16. tong poo
通常盤収録ボーナス・トラック。唯一の連弾。初出はYMOのアルバム『イエロー・マジック・オーケストラ』。同曲が坂本のオリジナル・アルバムに初収録。今回の録音では譜面を起こさず、最初に下のパートをコンピュータに記憶・再生させ上のパートを演奏（坂本は「一人連弾」と呼んでいる）。

### インターナショナル盤
1. Energy Flow
2. Put Your Hands Up - Piano Version
3. Railroad Man - Piano Version
以上3曲は『ウラBTTB』収録曲。「railroad man」は「鉄道員」。
4. Opus
5. Sonatine
6. Intermezzo
7. Lorenz and Watson
8. Choral No. 1
9. Choral No. 2
10. Bachata
11. Chanson
12. Prelude
13. Uetax
14. Aqua
15. Tong Poo
16. Reversing
インターナショナル盤収録ボーナス・トラック。ベスト・アルバム『US』に収録したかったがCD収録時間の関係でカット。その後発売のアルバム『/05』に収録。